# Aussurucq
Aussurucq (baskisch Altzürükü) ist eine Gemeinde im französischen Teil des Baskenlandes mit 235 Einwohnern (Stand 1. Januar 2022) im Département Pyrénées-Atlantiques in der Region Nouvelle-Aquitaine. Sie gehört zum Arrondissement Oloron-Sainte-Marie und zum Kanton Montagne Basque (bis 2015: Kanton Mauléon-Licharre).

## Lage
Aussurucq liegt zu Füßen des Massif des Arbailles (höchster Gipfel 1286 m) und ist nur etwa 10 km in nordöstlicher Richtung von Mauléon-Licharre entfernt.

## Bevölkerungsentwicklung
| Jahr      | 1800 | 1851 | 1901 | 1954 | 1999 | 2014 |
| Einwohner | 574  | 716  | 523  | 401  | 254  | 250  |

Der kontinuierliche Rückgang der Einwohnerzahlen in den letzten 200 Jahren ist in erster Linie auf den Verlust an Arbeitsplätzen infolge der zunehmenden Mechanisierung der Landwirtschaft zurückzuführen.

## Wirtschaft
Das kleine Bergdorf Aussurucq ist immer noch sehr landwirtschaftlich orientiert. Die baskische Käsesorte Ossau-Iraty, ein Schnittkäse aus Schafsmilch, wird hier hergestellt. Feldwirtschaft wird nicht betrieben.

## Geschichte
Auf dem Gebiet der Gemeinde wurden einige prähistorische Funde gemacht; die bedeutendsten sind die Überreste der beiden Dolmens d'Ithe. Aussurucq gehörte zur ehemaligen baskischen Provinz Soule.

## Sehenswürdigkeiten
Die Dolmen von Ithe liegen in Aussurucq.
- Die Kirche von Aussurucq liegt – leicht erhöht – im Ortszentrum und gehört mit ihrem Clocher trinitaire und ihrer Vorhalle zu den regionaltypischen Bauten im Pays de Soule. Im Innern ist sie nur einschiffig und mit einer hölzernen Decke versehen. Eine Kuriosität des Bauwerks ist die auf der Dachschräge angebrachte Uhr. Auf dem umgebenden Friedhof finden sich noch einige wenige baskische Grabstelen (hilarri).
- Die Baugeschichte des Château de Ruthie[1] reicht bis ins 11. Jahrhundert zurück. Die heute sichtbaren Teile stammen aus dem 15. (Rundtürme) und 16. Jahrhundert (Mittelteil); dahinter befinden sich weitere Anbauten aus dem 19. Jahrhundert. Von hier stammte Pierre de Charritte de Ruthie, der Beichtvater Franz’ I. Das seit dem Jahr 1925 als Monument historique anerkannte Gebäude[2] dient heute zu Gemeindezwecken.